# Cameraria cervina
Cameraria cervina là một loài bướm đêm thuộc họ Gracillariidae. Nó được tìm thấy ở Hoa Kỳ (New York).
Sải cánh dài khoảng 6 mm.